# Opsophagus ornatus
Opsophagus ornatus är en tvåvingeart som beskrevs av Aldrich 1926. Opsophagus ornatus ingår i släktet Opsophagus och familjen parasitflugor.
Artens utbredningsområde är Peru. Inga underarter finns listade i Catalogue of Life.